# Elsa Beatrice Kidson
Elsa Beatrice Kidson (Christchurch, 18 de marzo de 1905 - Nelson, 25 de julio de 1979) fue una escultora y científica neozelandesa.
Estudió con su padre Charles Kidson, también escultor y profesor en el Canterbury College School of Art.